# Eurycnema osiris
Eurycnema osiris är en insektsart som först beskrevs av Gray, G.R. 1834.  Eurycnema osiris ingår i släktet Eurycnema och familjen Phasmatidae. Inga underarter finns listade i Catalogue of Life.